# Понте дела Волпе (Фрозиноне)
Понте дела Волпе је насеље у Италији у округу Фрозиноне, региону Лацио.
Према процени из 2011. у насељу је живело 18 становника. Насеље се налази на надморској висини од 228 м.